# Saltwater River
Saltwater River är en ort i Australien. Den ligger i kommunen Tasman och delstaten Tasmanien, i den sydöstra delen av landet, omkring 36 kilometer sydost om delstatshuvudstaden Hobart. Antalet invånare är 159.
Runt Saltwater River är det mycket glesbefolkat, med 3 invånare per kvadratkilometer.. Närmaste större samhälle är Port Arthur, omkring 17 kilometer sydost om Saltwater River. 
Genomsnittlig årsnederbörd är 731 millimeter. Den regnigaste månaden är juli, med i genomsnitt 89 mm nederbörd, och den torraste är februari, med 42 mm nederbörd.